# Awangard Omsk
Awangard Omsk (ros. Авангард Омск) – rosyjski klub hokeja na lodzie z siedzibą w Omsku.

## Informacje ogólne
- Pełna nazwa: Hokejowy Klub Awangard Omsk
- Rok założenia: 1950
- Barwy: czerwono-czarno-białe
- Lodowisko: G-Drive Arena
  - SKK im. Blinowa (do 2007)
  - Arena Omsk (2007-2018)
- Pojemność: 10 300
- Drużyny juniorskie: Omskie Jastrieby (MHL) i Jastrieby (MHL-B)
- Klub farmerski stowarzyszony w WHL: Jermak Angarsk → Saryarka Karaganda, od 2021 Omskie Krylja[4][5][6].

## Historia
Awangard został założony w 1950 jako Spartak Omsk. Zanim klub uzyskał obecną nazwę, kilkakrotnie występował pod innymi:
- Spartak Omsk (1950–1962)
- Aerofłot Omsk (1962–1967)
- Kauczuk Omsk (1967–1972)
- Chimik Omsk (1972–1974)
- Szynnik Omsk (1974–1981)
- HK Awangard Omsk (1981-)

W sezonie 2003/2004 Awangard zdobył Mistrzostwo Rosji dzięki czemu zakwalifikował się do inauguracyjnego sezonu rozgrywek o Puchar Mistrzów. Klub wygrał te rozgrywki przez co został pierwszym zdobywcą Pucharu Mistrzów (w Awangardzie występował wtedy m.in. Jaromír Jágr). W sezonie 2005/2006 klub przegrał w finale play-off krajowych rozgrywek z Ak Bars Kazań. W styczniu 2007 roku Awangard wystąpił w turnieju finałowym Pucharu Kontynentalnego w Székesfehérvár, w którym to zajął drugie miejsce przegrywając w decydującym meczu z Junost' Mińsk. Następnie w play-off Mistrzostw Rosji przegrał w półfinale z Mietałłurgiem Magnitogorsk.
W 2007 Awangard przeniósł się na nowe lodowisko – Arenę Omsk. W sezonie 2007/2008 klub przegrał w pierwszej rundzie play-off z Dinamem Moskwa. 4 lipca 2008 klub podpisał dwuletni kontrakt (z opcją przedłużenia o rok) z Jaromírem Jágrem.
W sezonie KHL (2013/2014) drużyna nie awansowała do fazy play-off, a następnie zdobyła trofeum Puchar Nadziei. W maju 2014 prezydentem klubu został dotychczasowy działacz KHL, Władimir Szalajew. Od marca 2018 do lipca 2020 stanowisko prezydenta klubu sprawował były zawodnik Awangarda, Maksim Suszynski. W marcu 2018 asystentem Suszynskiego (wzgl. zastępcą prezydenta klubu) został Jewgienij Chacej, który objął stanowisko dyrektora ds. operacji hokejowych (odpowiadał za selekcję hokeistów, negocjacje z agentami, nadzorowanie selekcji), zaś w kwietniu 2020 jego następcą formalnie na stanowisku menedżera generalnego został Aleksiej Wołkow.
Z uwagi na ujawnione problemy konstrukcyjne w hali Arena Omsk zagrażające bezpieczeństwu, latem 2018 drużyna hokejowa Awangardu została zmuszona rozgrywać mecze w oddalonym około 2200 km (trzy strefy czasowe) od Omska mieście Bałaszycha. W 2020 obchodzono jubileuszu 70-lecia istnienia klubu. 28 kwietnia 2021 drużyna zdobyła pierwszy w historii klubu Puchar Gagarina za triumf w lidze KHL. Sezon KHL (2021/2022) miał być ostatnim rozgrywanym przez Awangard w tym mieście. Na początku edycji KHL (2022/2023) w dniu 1 października 2022 oficjalnie otwarto nowy obiekt G-Drive Arena i tego dnia Awangard powrócił do rozgrywania meczów domowych w swoim mieście.

## Sukcesy

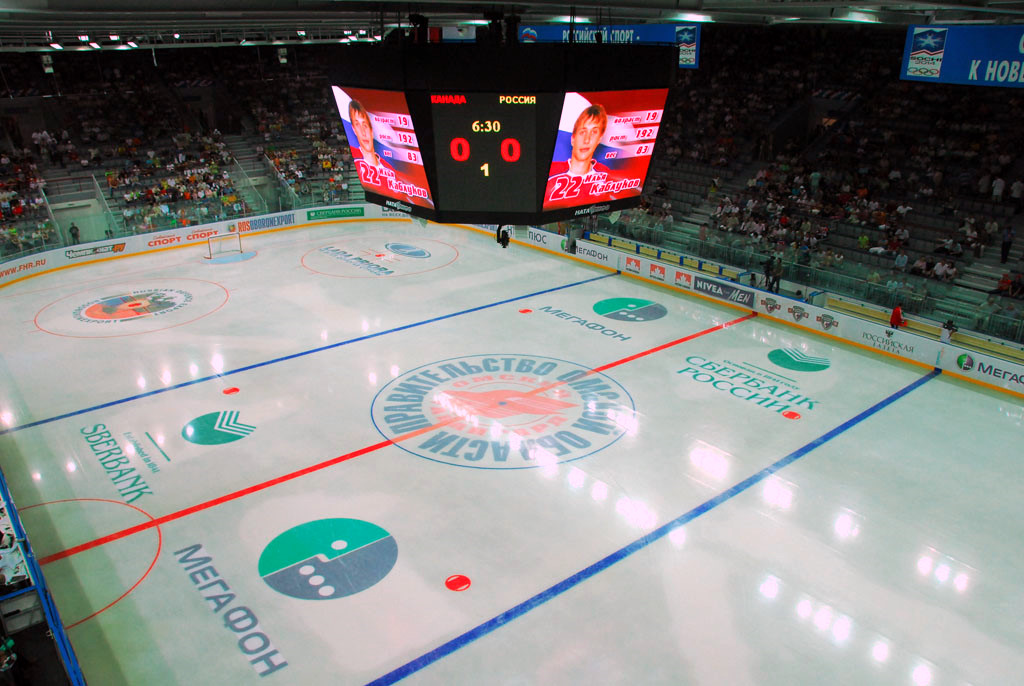
Arena Omsk

- Złoty medal Rosyjskiej FSRR: 1959, 1973
- Brązowy medal Rosyjskiej FSRR: 1971
- Złoty medal wyższej ligi: 1959
- Złoty medal mistrzostw Rosji: 2004, 2021
- Srebrny medal mistrzostw Rosji: 2001, 2006, 2012, 2019
- Brązowy medal mistrzostw Rosji: 1996, 2007
- Puchar Mistrzów: 2005
- Drugie miejsce w Pucharze Kontynentalnym: 2007
- Trzecie miejsce w Pucharze Kontynentalnym: 1999
- Puchar Kontynentu: 2011
- Pierwsze miejsce w Dywizji Czernyszowa w sezonie zasadniczym: 2011, 2012, 2013, 2016, 2017, 2021, 2024
- Pierwsze miejsce w Konferencji Wschód w sezonie regularnym: 2011, 2016
- Pierwsze miejsce w Konferencji Wschód w fazie play-off: 2012, 2019
- Puchar Nadziei: 2014
- Finał KHL o Puchar Gagarina: 2012, 2019
- Puchar Otwarcia: 2019, 2021
- Nagroda Wsiewołoda Bobrowa (dla najskuteczniejszej drużyny w sezonie): 2021
- Puchar Gagarina: 2021

## Szkoleniowcy
Szkoleniowcami klubu byli m.in. Ivan Hlinka (2002–2003), Walerij Biełousow (2003–2007), Wayne Fleming (2008–2009), Igor Nikitin (2009–2010), Raimo Summanen (2010–2011), Rostislav Čada (2011), Raimo Summanen (2011–2012), Petri Matikainen (2012–2013), Miloš Říha (2013-2014), Jewgienij Kornouchow (2014), Raimo Summanen (2011–2012), Jewgienij Kornouchow (2015-2016), Fiodor Kanariejkin (2016-2017), Andrej Skabiełka (2017), Gierman Titow (2017-2018), Bob Hartley (2018-2022), Dmitrij Riabykin (2022), Michaił Krawiec (2022-).
Wieloletnim trenerem w klubie był Igor Żylinski. W latach 2009–2011 trenerem drużyny był fiński szkoleniowiec Raimo Summanen. Po zakończeniu sezonu 2010/11 zastąpił go ustępujący trener HC Koszyce, Czech Rostislav Čada. Jednak w listopadzie 2011 po niezadowalającym początku nowego sezonu 2011/12 został zwolniony ze stanowiska. Władze klubu podjęły następnie decyzję o ponownym zaangażowaniu jego poprzednika, Raimo Summanena. W lipcu 2012 roku Fin nieoczekiwanie zrezygnował z funkcji (miał ważny dwuletni kontrakt). Następcą wybrano jego rodaka, Petri Matikainena. Po sezonie 2012/2013 z funkcji odeszli prezydent klubu Aleksandr Steplagow i menedżer generalny Władimir Kapulowski. Stanowisko menedżera objął następnie Jurij Karmanow. Do kwietnia 2013 roku klubem farmerskim Awangardu był Zauralje Kurgan, a jego rolę przejął Jermak Angarsk. Na początku sezonu 2013/2014 został zwolniony trener Matikainen. Jego następcą został Miloš Říha. Drużyna nie uzyskała awansu do fazy play-off i w marcu Czech został zwolniony. W kwietniu 2014 po raz trzeci trenerem został Summanen, a jego asystentem Kornouchow. Summanen odszedł z klubu w marcu 2015. Od kwietnia 2015 do sierpnia 2016 trenerem był ponownie Kornouchow. W połowie sierpnia 2016 szkoleniowcem został Fiodor Kanariejkin. Jednym z jego asystentów został Dmitrij Riabykin. Od kwietnia do końca grudnia 2017 trenerem był Andrej Skabiełka, po czym zastąpł go Gierman Titow. Wiosną 2018 głównym trenerem zespołu został Kanadyjczyk Bob Hartley, a asystentami jego rodacy Mike Pelino i Jacques Cloutier. W maju 2018 trenerem bramkarzy został Siergiej Zwiagin. W sezonie KHL (2019/2020) trenerem w sztabie był Wiaczesław Kozłow. W 2020 sztab utworzyli Jacques Cloutier, Dmitrij Riabykin, Konstantin Szafranow i Siergiej Zwiagin. W maju 2021 do sztabu wszedł były zawodnik Awangardu, Anton Kurjanow (odszedł Szafranow). 1 maja 2022 ogłoszono, że nowym szkoleniowcem został mianowany Dmitrij Riabykin. W tym samym miesiącu do sztabu wszedł Aleh Mikulczyk. 17 września 2022 ogłoszono odejście Konstantina Kuraszewa ze sztabu. W tym samym miesiącu do sztabu wszedł Michaił Krawiec. Na początku października 2022 sztab opuścił Mikulczyk, a wkrótce potem z posady został zwolniony Riabykin. W jego miejsce głównym trenerem został ogłoszony Krawiec.

## Zawodnicy
Zawodnikiem klubu był m.in. Aleksiej Czeriepanow zmarły w wyniku zasłabnięcia podczas meczu KHL w 2008. Klub zastrzegł na stałe numer 7, z jakim występował na koszulce zawodnik.

## Kadra w sezonie2020/2021
| Bramkarze: - Igor Bobkow - Šimon Hrubec - Gieorgij Dubrowski Obrońcy: - Aleksiej Bieriegłazow - Siemion Czistiakow - Maksim Czudinow - Kirył Hatawiec - Aleksiej Jemielin - Oliwer Kaski - Ville Pokka - Aleksiej Sołowjow - Damir Szaripzianow |  | Napastnicy: - Reid Boucher - Aleksandr Chochłaczow - Jegor Czinachow - Pawieł Diedunow - Nail Jakupow - Ilja Kabłukow - Corban Knight - Nikita Komarow - Ilja Kowalczuk - Aleksiej Potapow - Jiří Sekáč - Kiriłł Siemjonow - Andrej Staś - Siergiej Szumakow - Siergiej Tołczinski - Dienis Ziernow |